# Project Xenoclone
Project Xenoclone et un jeu vidéo de shoot'em up / survival horror en vue Top-down sortie en 2006 sur Windows édité par Alten8 et développé par Oniric Games. Ce jeu ressemble beaucoup au jeu Alien Shooter.

## Synopsis
Dans un laboratoire, l'expérience est raté. Un homme armé qui a fait le mauvais choix pour de l'espionnage.

## Référence
(en) Project Xenoclone sur MobyGames